# Walter Beaupré Townley

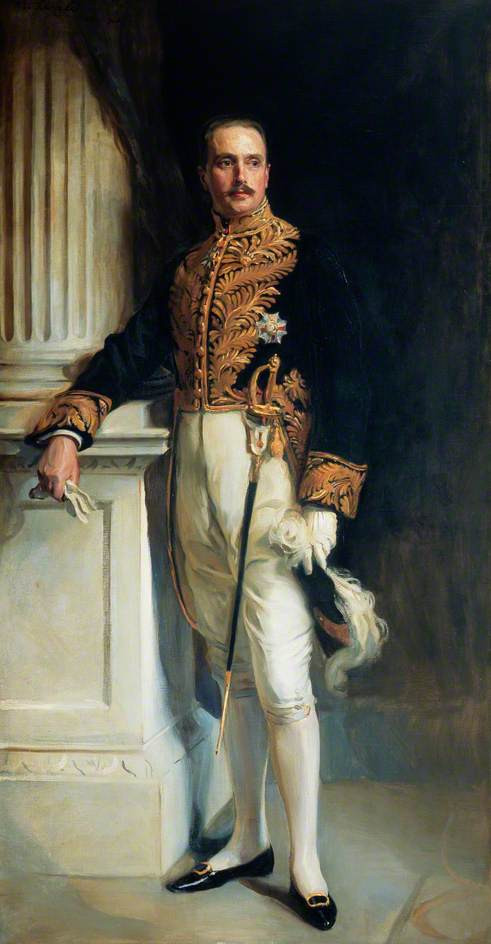
Walter Beaupré Townley

Sir Walter Beaupré Townley KCMG (* 8. Januar 1863; † 1945) war ein britischer Diplomat.

## Leben
Walter Beaupre Townley heiratete 1896 Lady Susan Mary (* 1868; † 1953). Am 27. April 1896 wurde er zum Botschaftsrat in Konstantinopel ernannt, am 4. November 1901 zum Botschaftssekretär erster Klasse in Peking.
Er amtierte von 1906 bis 1910 als britischer Botschafter in Buenos Aires, Argentinien, dann von 1911 bis 1912 in Bukarest, Rumänien, anschließend von 1912 bis 1916 in Teheran, schließlich vom 6. November 1917 bis 1919 in Den Haag.
Ab 1924 leitete er die Independent Oil Distributing, die über ihre Tochter Russian Oil Products Ltd. Erdölprodukte aus der Sowjetunion vertrieb.
| Vorgänger           | Amt                                              | Nachfolger      |
| ------------------- | ------------------------------------------------ | --------------- |
| William Barrington  | Britischer Botschafter in Buenos Aires 1906–1910 | Reginald Tower  |
| —                   | Britischer Botschafter in Bukarest 1911–1912     | —               |
| George Head Barclay | Britischer Botschafter in Teheran 1912–1916      | Charles Marling |
| Alan Johnstone      | Britischer Botschafter in Den Haag 1917–1919     | Ronald Graham   |